# サンデル・フィスヘル
サンデル・フィスヘル（Sander Fischer 、1988年9月23日 - ）は、オランダ・ローン出身のプロサッカー選手。ポジションは、ディフェンダー（センターバック）。

## クラブ歴
主にNACブレダ、SCカンブール、FCエメン、AGOVV、エクセルシオール、ゴー・アヘッド・イーグルス、スパルタでプレーした。